# تشارلز جاكسون باين
تشارلز جاكسون باين (بالإنجليزية: Charles Jackson Paine)‏ هو ضابط أمريكي، ولد في 26 أغسطس 1833 في بوسطن في الولايات المتحدة، وتوفي في 12 أغسطس 1916 في Weston, Massachusetts ‏ في الولايات المتحدة.